# Lista meczów reprezentacji Norwegii w piłce nożnej mężczyzn w finałach mistrzostw świata

## Francja 1938
| Nr | Przeciwnik | Miejsce          | Data           | Runda             | Wynik                            |
| -- | ---------- | ---------------- | -------------- | ----------------- | -------------------------------- |
| 1  | Włochy     | Marsylia Francja | 5 czerwca 1938 | I runda pucharowa | 1:2 (1:2, 1:1, 0:1), po dogrywce |

## Stany Zjednoczone 1994
| Nr | Przeciwnik | Miejsce                      | Data            | Runda           | Wynik     |
| -- | ---------- | ---------------------------- | --------------- | --------------- | --------- |
| 2  | Meksyk     | Waszyngton Stany Zjednoczone | 19 czerwca 1994 | I runda grupowa | 1:0 (0:0) |
| 3  | Włochy     | Nowy Jork Stany Zjednoczone  | 23 czerwca 1994 | I runda grupowa | 0:1 (0:0) |
| 4  | Irlandia   | Nowy Jork Stany Zjednoczone  | 28 czerwca 1994 | I runda grupowa | 0:0       |

## Francja 1998
| Nr | Przeciwnik | Miejsce             | Data            | Runda              | Wynik     |
| -- | ---------- | ------------------- | --------------- | ------------------ | --------- |
| 5  | Maroko     | Montpellier Francja | 10 czerwca 1998 | I runda grupowa    | 2:2 (1:1) |
| 6  | Szkocja    | Bordeaux Francja    | 16 czerwca 1998 | I runda grupowa    | 1:1 (0:0) |
| 7  | Brazylia   | Marsylia Francja    | 23 czerwca 1998 | I runda grupowa    | 2:1 (0:0) |
| 8  | Włochy     | Marsylia Francja    | 27 czerwca 1998 | II runda pucharowa | 0:1 (0:1) |

Bilans
|                 | zwycięstwa | remisy | porażki |
| ogółem          | 2          | 3      | 3       |
| dom             | 0          | 0      | 0       |
| wyjazd          | 0          | 0      | 0       |
| neutralny teren | 2          | 3      | 3       |

|                 | strzelone | stracone |
| ogółem          | 7         | 8        |
| dom             | 0         | 0        |
| wyjazd          | 0         | 0        |
| neutralny teren | 7         | 8        |